# Università Pontificia Salesiana
L'Università Pontificia Salesiana (in latino Pontificia Studiorum Universitas Salesiana; acronimo UPS) è un'università pontificia gestita dalla Congregazione Salesiana con sede centrale a Roma, in piazza dell'Ateneo Salesiano. È un’Università di Diritto Pontificio dipendente dalla Santa Sede.

## Struttura

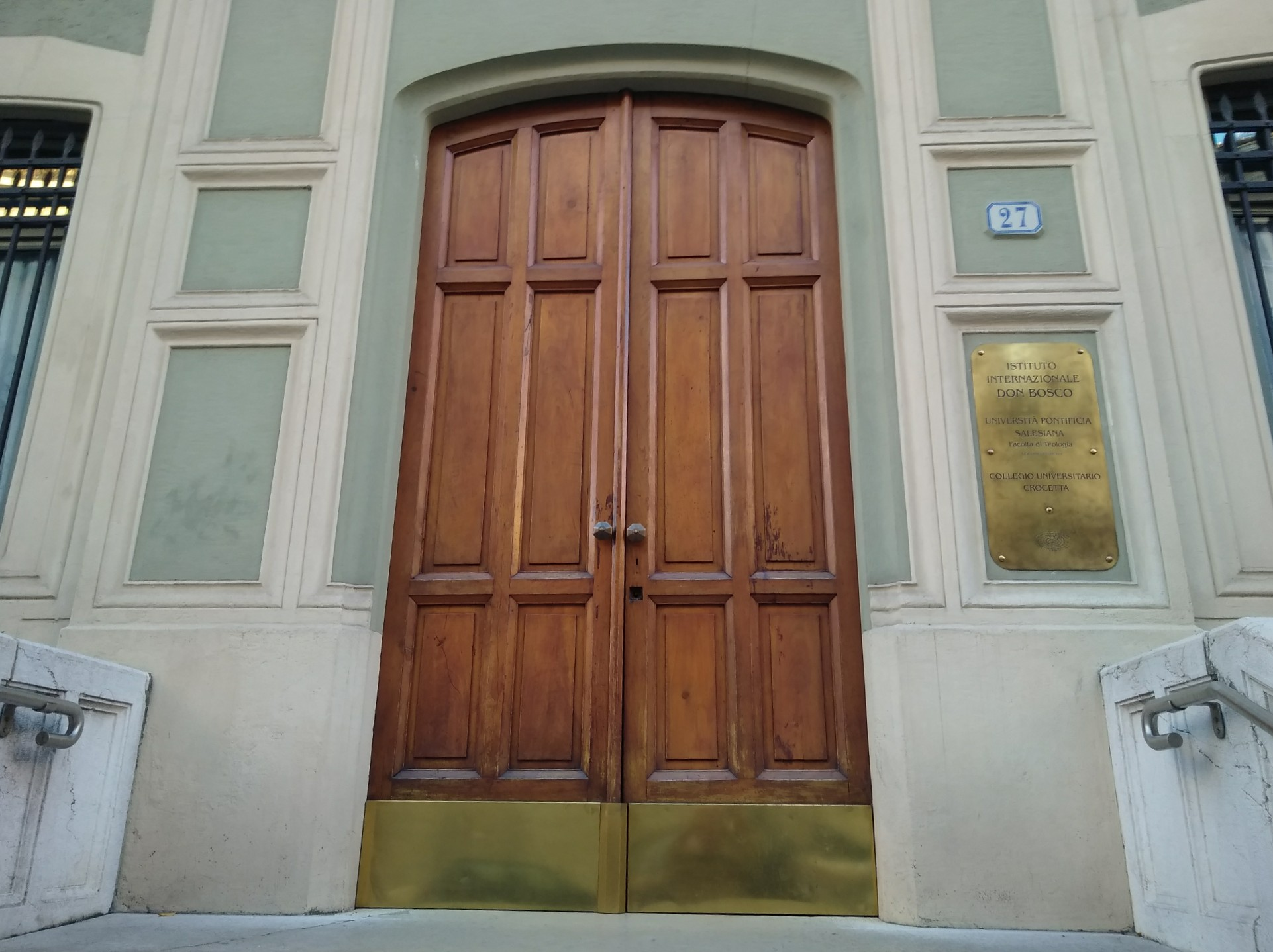
Pontificia università salesiana: ingresso della sede di Torino

Oltre alla sede romana, l'università pontificia salesiana ha una sezione di Teologia a Gerusalemme e un'altra a Torino.

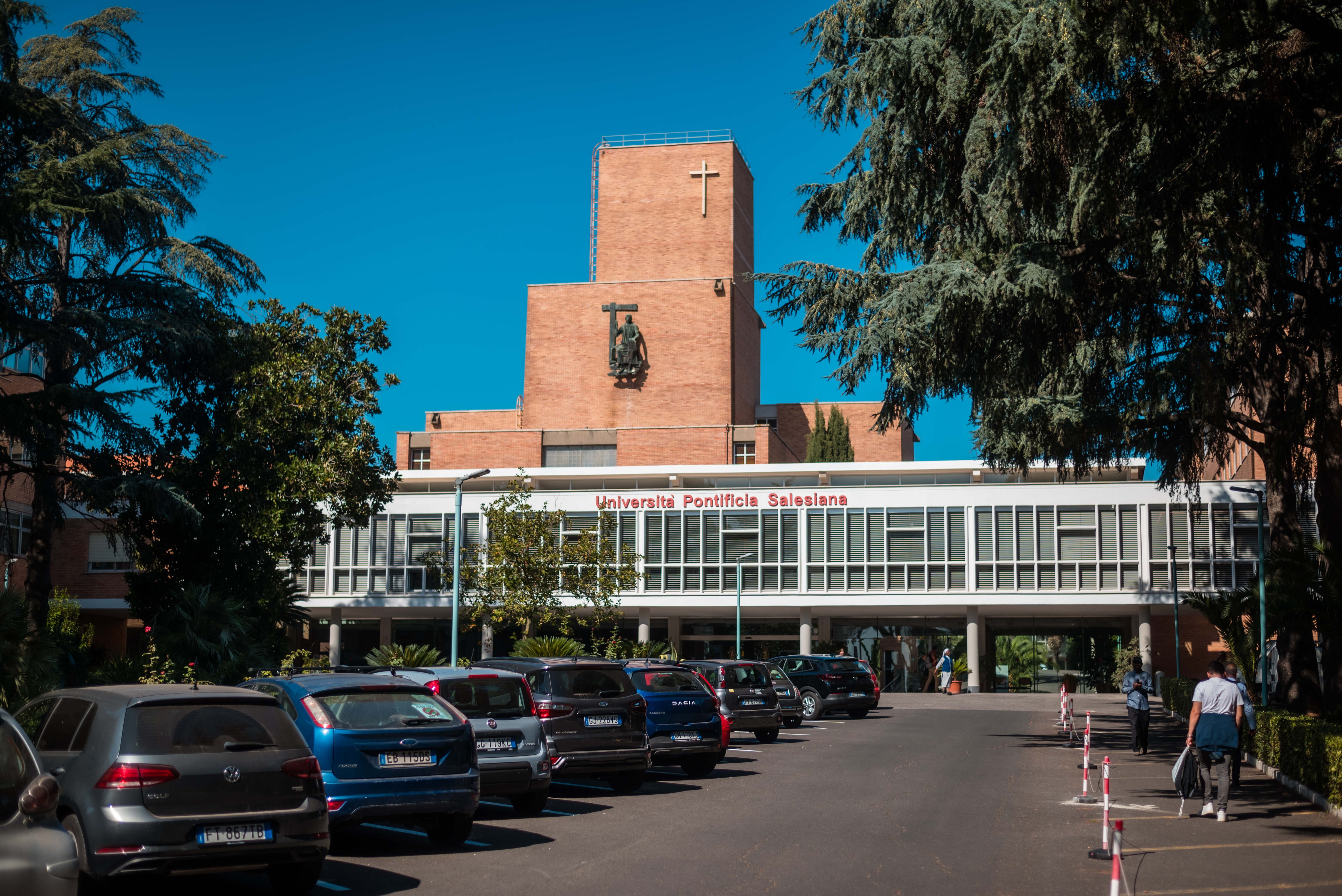
Il campus a Roma

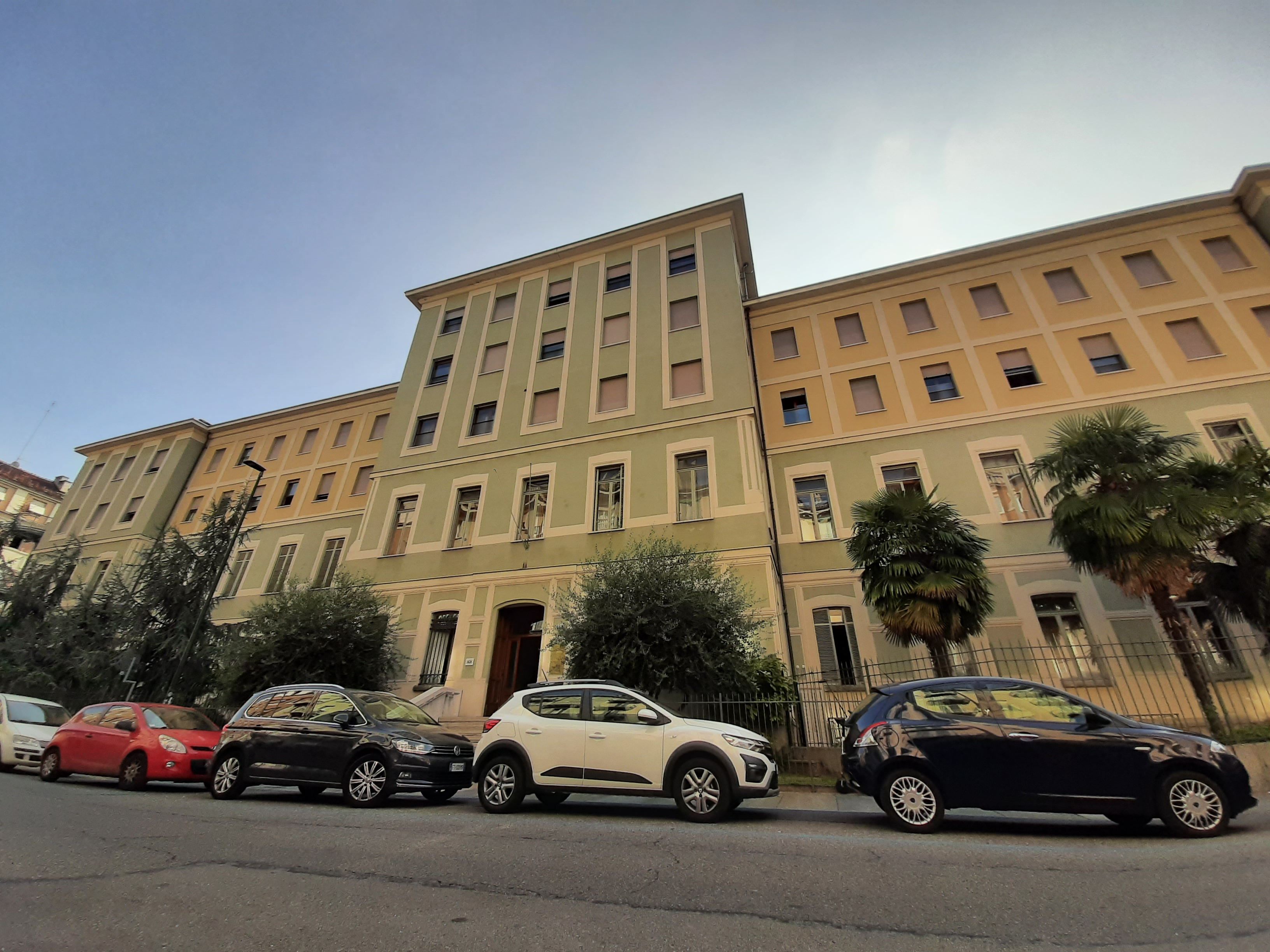
Sezione di Torino dell'Università Pontificia Salesiana

L'ateneo è organizzato nelle cinque seguenti facoltà:
- Filosofia
  - Scienze storico-antropologiche
  - Scienze umane e sociali
  - Nuovo - Management e Diritto degli ETS e dell'Economia sociale
  - Nuovo - Etica, Economia e Diritto del Terzo settore
- Lettere cristiane e classiche
- Scienze della comunicazione sociale
  - Comunicazione sociale Media digitali e cultura
  - Comunicazione sociale Media digitali e cultura, indirizzo pastorale
- Scienze dell'educazione
  - Psicologia
  - Pedagogia Sociale
  - Pedagogia per la scuola e la formazione professionale
  - Catechetica
  - Educazione Religiosa
  - Pedagogia Vocazionale
  - Pedagogia e Comunicazione
- Teologia
  - Dogmatica
  - Pastorale giovanile
  - Spiritualità giovanile
  - Formazione dei formatori e animatori vocazionali
  - Studi salesiani

### Campus
L'Università Pontificia Salesiana è presente con la sua sede centrale a Roma, in piazza dell'Ateneo Salesiano 1, al Nuovo Salario, nella zona Val Melaina (Municipio III).

### Biblioteca

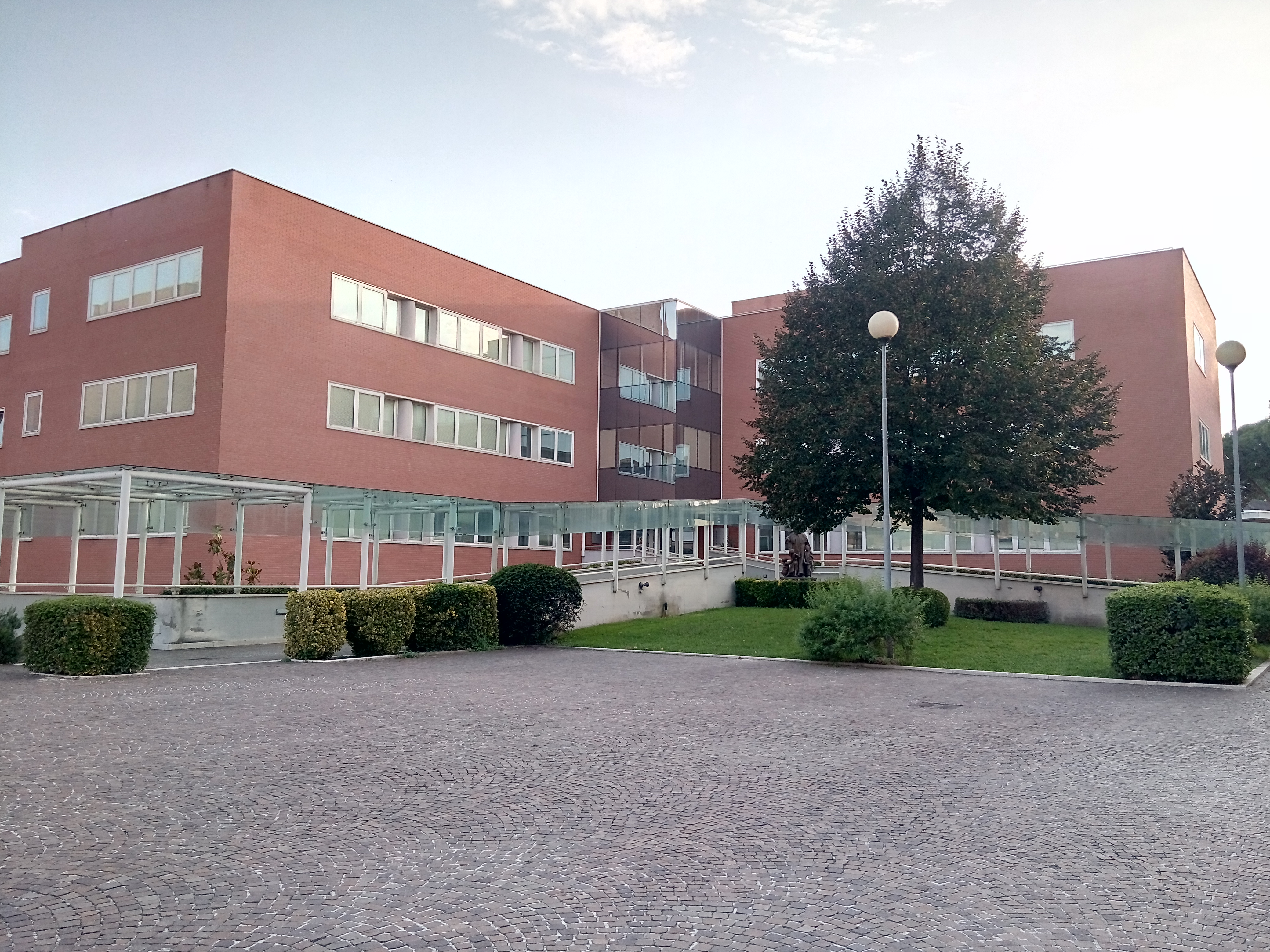
Biblioteca universitaria "Don Bosco"

La Biblioteca "Don Bosco" è situata all'interno del campus universitario dell'Ateneo Salesiano a Roma.

## Pubblicazioni
Le pubblicazioni dell'università sono edite dalla casa editrice Libreria Ateneo Salesiano (LAS), fondata nel 1974. Dal 2022 al 2023 ne è stato direttore Marco Cardinali.
Dal 1939 l'università pubblica  Salesianum, rivista ufficiale dell'ateneo  e trimestrale interdisciplinare di filosofia e teologia.

## Rettori
- Andrea Gennaro (1940-1952)
- Eugenio Valentini (1952-1958)
- Alfons Maria Stickler (1958-1966)
- Gino Corallo (1966-1968)
- Luigi Calonghi (1968-1971)
- Antonio María Javierre Ortas (1971-1974)
- Pietro Braido (1974-1977)
- Raffaele Farina (1977-1983)
- Roberto Giannatelli (1983-1989)
- Tarcisio Bertone (1º giugno 1989-4 giugno 1991)
- Angelo Amato (1º ottobre 1991-2 dicembre 1991) – pro-rettore
- Raffaele Farina (1991-1997)
- Michele Pellerey (1997-2003)
- Mario Toso (2003-2009)
- Carlo Nanni (2009-2015)
- Mauro Mantovani (2015-2021)
- Andrea Bozzolo (dal 2021)

## Gran cancellieri
- Pascual Chávez Villanueva (2002-2014)
- Ángel Fernández Artime (2014-2024)